# Sunil Mann

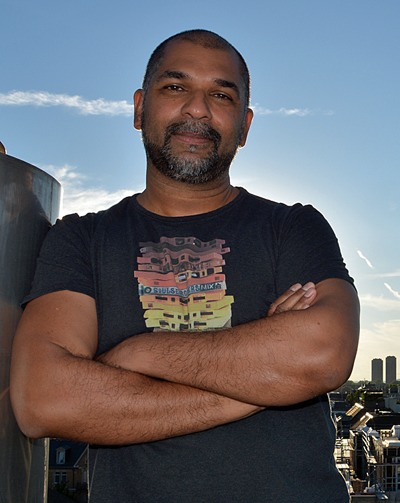
Sunil Mann 2016

Sunil Mann (* 21. Juni 1972 in Zweisimmen) ist ein deutschsprachiger schweizerischer Schriftsteller.

## Leben und Werk
Sunil Mann wurde im Berner Oberland als Sohn indischer Einwanderer geboren. Seine Jugend verbrachte er in Spiez bei Pflegeeltern. Er besuchte in Interlaken das Gymnasium. In Zürich studierte er Psychologie und Germanistik, brach sein Studium ab und absolvierte an der Hotelfachschule Belvoirpark eine Gastronomie-Ausbildung. Längere Zeit arbeitete Sunil Mann im Nebenberuf als Flugbegleiter bei Swiss, der nationalen Airline der Schweiz, unterbrochen von zum Teil mehrmonatigen Aufenthalten in Israel, Ägypten, Japan, Indien, Paris, Madrid und Berlin. Er lebt seit 1992 in Zürich.
Rund drei Dutzend Kurzgeschichten und Kurzkrimis wurden seit 2001 in verschiedenen Anthologien publiziert. Dazu erhielt er einige Preise, darunter den Förderpreis der Dienemann-Stiftung in Luzern, den vom S. Fischer Verlag ausgelobten Agatha-Christie-Preis oder das Atelierstipendium Berlin des Kanton Zürich. Fangschuss, sein Krimidebüt, spielt in Zürichs Kreis 4 und wurde im Frühjahr 2011 mit dem Zürcher Krimipreis ausgezeichnet. Der Protagonist ist der indischstämmige Privatdetektiv V. J. Kumar. Sein zweiter Roman Lichterfest erschien im Genfer Verlag Éditions des Sauvages auch in französischer Übersetzung. Gossenblues (2017) ist der letzte Roman mit V. J. Kumar. Mit dem Roman Der Schwur (2020) führt Sunil Mann die Figuren Marisa Greco und Bashir Berisha ein, die zusammen eine eigene Detektei gründen und verzwickte Fälle lösen.
Der Schriftsteller ist Mitglied des Vereins Krimi Schweiz – Verein für schweizerische Kriminalliteratur, der Autorinnen und Autoren der Schweiz (seit 2006), des Deutschschweizer PEN-Zentrums DSPZ, der Krimiautorenvereinigung Das Syndikat sowie von Pro Litteris.

## Publikationen
- Fangschuss. Kriminalroman. Grafit Verlag, Dortmund 2010, ISBN 978-3-89425-804-7.
- Lichterfest. Kriminalroman. Grafit Verlag, Dortmund 2011, ISBN 978-3-89425-384-4.
- Uferwechsel. Kriminalroman. Grafit Verlag, Dortmund 2012, ISBN 978-3-89425-407-0.
- Familienpoker. Kriminalroman. Grafit Verlag, Dortmund 2013, ISBN 978-3-89425-425-4.
- Faustrecht. Kriminalroman. Grafit-Verlag, Dortmund 2014, ISBN 978-3-89425-447-6.
- Schattenschnitt. Kriminalroman. Grafit-Verlag, Dortmund 2016, ISBN 978-3-89425-476-6.
- Immer dieser Gabriel. Kinderbuch. illustriert von Tine Schulz, Orell Füssli, Zürich 2016, ISBN 978-3-280-03532-0.
- Gossenblues. Kriminalroman. Grafit-Verlag, Dortmund 2017, ISBN 978-3-89425-492-6.
- Neue Freunde für Gabriel. Kinderbuch. Orell Füssli, Zürich 2017, ISBN 978-3-280-03560-3.
- Totsch. Jugendbuch. da box, Werdenberg 2019, ISBN 978-3-906876-13-9.
- Der Schwur. Kriminalroman. Grafit Verlag, Dortmund 2020, ISBN 978-3-89425-676-0.
- Das Gebot. Kriminalroman. Grafit Verlag, Dortmund 2021, ISBN 978-3-89425-774-3.
- Der Kalmar. Kriminalroman. Grafit Verlag, Dortmund 2022, ISBN 978-3-89425-795-8.
- Ganz Sicher Nicht. Jugendbuch, da bux Verlag, Werdenberg 2022, ISBN 978-3-906876-28-3.
- Kiera. Kinderbuch, Geparden Verlag, Zürich 2023, ISBN 978-3-907406-00-7.
- In bester Absicht. Roman. Geparden Verlag, Zürich 2023, ISBN 978-3-907406-05-2.

## Auszeichnungen (Auswahl)
- 2020: Literarische Auszeichnung des Kantons Bern für Der Schwur[5]
- 2017: Bad Iburger Kinderliteraturpreis für Immer dieser Gabriel
- 2011: Werkbeitrag Kanton Zürich
- 2010: Zürcher Krimipreis für Fangschuss
- 2010: Werkbeitrag Pro Helvetia
- 2009: Isla-Volante-Literaturpreis für Leonie[6]
- 2009: Atelierstipendium Berlin des Kantons Zürich
- 2009: Gänsehaut 3. Preis beim Weihnachtskrimi-Wettbewerb der Edition Karo
- 2008: Flaschenpost 2. Preis beim Agatha-Christie-Preis
- 2008: Mumbai Beat – 2. Preis beim Wettbewerb 'Die besten Reiseberichte 2008' von traveldiary.de – Der Reisebuchverlag
- 2007: Leonie – 2. Preis der Marianne und Curt Dienemann-Stiftung
- 2006: Tot stellen, erstplatzierter Text beim Opennet-Wettbewerb der Solothurner Literaturtage
- 2005: Bruderherz, Kurzkrimi, Gewinner beim Literaturwettbewerb 'Zeitzeichen aus Gstaad'
- 2005: Arial28 ausgezeichnet von der Suchtpräventionsstelle der Stadt Zürich
- 2005: Mitgift – 2. Preis beim Schreiner Literaturpreis, Zürich
- 2004: Natalja und das Ende der Eiszeit ausgezeichnet als 'Text des Monats', Literaturhaus Zürich
- 2004: Nachts ist alles anders – 3. Preis beim Kurzkrimiwettbewerb der Literaturmagazine TextArt und Criminalis
- 2004: Reisen mit Margrith – 2. Preis Berner Kurzgeschichtenwettbewerb
- 2002: Nume us Liebi – 2. Preis Berner Kurzgeschichtenwettbewerb